# Барри Аллен
Барто́ломью Ге́нри «Ба́рри» А́ллен (англ. Bartholomew Henry "Barry" Allen) — супергерой комиксов издательства DC Comics. Является вторым персонажем DC, носящим имя Флэш (англ. Flash). Барри впервые появился в комиксе Showcase № 4 (октябрь 1956) и был создан сценаристами Робертом Канигером и Джоном Брумом, а также художником Кармайном Инфантино. Его имя было образовано путём комбинирования имён Барри Грэйа и Стива Аллена. Его смерть в 1985 году убрала персонажа из комиксов на 23 года. В регулярную серию комиксов его вернул кроссовер Гранта Моррисона Final Crisis. Барри Аллен — официальный Флэш медиафраншизы «Расширенная вселенная DC» (DCEU).

## Биография

### Происхождение
Барри Аллен и его брат-близнец родились у Генри и Норы Алленов (Henry and Nora Allen) в небольшом городке Фолвилле в штате Айова на две недели позже запланированного. По заявлению доктора, брат будущего Флэша был мертворождённым. Однако в действительности он был рождён здоровым и затем отдан другой семье, Тоунам (Thawnes), чей ребёнок умер при родах. Запоздалое рождение Барри предвещало ему привычку опаздывать во всём. Мальчик рос, читая про приключения своего любимого супергероя, Джея Гаррика (Jay Garrick), первого Флэша, и играл в его приключения вместе с подругой, будущей актрисой Дафни Дин (Daphne Dean).
Когда ему было 11 лет, его маму убили, и подозрения пали на отца Барри. Стремление доказать невиновность папы дало Барри сильную веру в справедливость.
В школе у Аллена была репутация неторопливого и лёгкого на подъём парня. На первое свидание он пошёл на карнавал. Свидание должно было привнести движение в его жизнь, и он вместе с подругой впервые посетил американские горки. С тех пор он стал бояться американских горок. Он избавился от страха много времени спустя.
Барри с ранних лет любил химию, и это помогло развить его способности фермера. Он занял первое место на Сельскохозяйственном Конкурсе Ярмарки Округа Фолвилль (Fallville County Fair Agricultural Competition). Призом была стипендия в Университете Сан Сити. Он окончил Университет за три года со степенями в органической химии и криминологии.
Повзрослев, Барри помог властям задержать грабителя, и тогда ему предложили работу полицейского в Научном Бюро Департамента Полиции Централ Сити (Central City Police Department Scientific Detection Bureau). Стремясь работать в городе-побратиме Кистоун-Сити (Keystone City), города героя своего детства, он принял предложение.
Перебравшись в Централ-Сити и получив квартиру с лабораторией, он стал встречаться с репортёром Пикчер Ньюз (Picture News) по имени Айрис Уэст (Iris West), которую он встретил, изучая место убийства, о котором она делала репортаж. Она была очарована его честностью и постоянством.
В ночь, когда буйствовал шторм, Барри вернулся к эксперименту после короткого перерыва. Неожиданно ударила молния, пробившись через окно, и разбила колбы, облив Барри наэлектризованными химикатами. Изумлённый, он решил поехать домой на такси. Однако такси уехало, не заметив его. Барри побежал за ним и пробежал мимо, как будто оно вообще не двигалось. Он решил поужинать и собраться с мыслями. Официантка случайно уронила еду с подносов на Барри, который удивительно поймал всё в воздухе и поставил обратно на поднос. На следующий день он спас Айрис от шальной пули. Теперь не было сомнений: инцидент с молнией и химикатами дал ему сверхскорость!
Решив использовать силы во благо человечества, Барри придумал себе особенный костюм. Он использовал особый полиэстер, который получил в колледже, позволяющий сформировать из себя миниатюрную одежду в виде жидкого материала, который, когда погружается в особую жидкость, становится чувствительным к водороду, расширяясь при контакте с ним в воздухе. Заряд из кольца с заряженной батареей, которое он носил на пальце, заставлял материал выбрасывать дополнительный водород и сжиматься в кольце. Позже он пересмотрел процесс, сделав материал чувствительным к азоту. Он назвал себя Флэшем в качестве дани уважения любимому супергерою детства. Он некоторое время думал носить костюм, который не будет закрывать его лица, как у Джея, но, в конце концов, решил носить маску, чтобы скрывать свою настоящую личность. Первым врагом, с которым он столкнулся, был Человек-Черепаха (Turtle Man).

### История Героя
Флэш стал одним из основателей команды супергероев под названием Лига справедливости Америки. Тогда он познакомился с Зелёным Фонарём (Green Lantern) по имени Хэл Джордан (Hal Jordan), с которым подружился и пережил множество приключений как в составе Лиги, так и вне её. Позже он узнал, что Джей Гаррик по-настоящему существует, и подружился также и с ним.
Однажды летом племянник Айрис по имени Уолли (Wally) решил навестить её в Централ-Сити. Он был преданным поклонником Флэша и знал, что парень её тёти — «друг» Алого Бегуна, таким образом они должны были познакомиться. Флэшу пришлось отвечать на все вопросы поклонника. Когда Уолли спросил об эксперименте в лаборатории, Барри установил всё в кабинете так же, как в ночь инцидента. К огромному удивлению, злополучный инцидент повторился вновь, облив Уолли теми же электрически заряженными химикатами. Получив силы Флэша, Уолли стал носить уменьшенную копию костюма Алого Бегуна, став супергероем по кличке Кид Флэш (Kid Flash).
В конце концов, Барри сделал Айрис предложение на колесе обозрения на ярмарке. Она согласилась, и они поженились, несмотря на злобу Профессору Зума (Professor Zoom), пытавшегося сорвать церемонию. Аллен год скрывал свою супергеройскую личность от Айрис, хотя она обо всём узнала раньше, потому что в их медовый месяц он говорил во сне. Барри боялся, что инцидент сделал его менее похожим на человека, из-за чего они не смогли бы иметь детей. Однако, проведя тесты в течение года, он понял, что это не так. Тогда он официально раскрыл ей свой секрет.
Это было незадолго до того, как Зум забрал жизнь Айрис на маскараде. Барри загнал его во временной поток, где и оставил.
Барри встретил другую женщину, Фиону Вебб (Fiona Webb), и стал встречаться с ней. Однако в день, когда они должны были пожениться, вновь появился Зум, который снова хотел убить жену Флэша. Барри преследовал его по всему миру и пропустил свою свадьбу. В конце концов, Зуму почти удалось убить Фиону, но Барри случайно убил его. Флэш был обвинён в убийстве и должен был предстать перед судом.
В бою с Большим Сэром (Big Sir) лицо Барри было сильно изуродовано. Он отправился в Город Горилл (Gorilla City), чтобы восстановить его. С тех пор как Барри Аллена стали считать пропавшим, Алый Бегун решил сделать себе новое лицо, чтобы оставить свою старую личность мёртвой.
Позже Барри попал в тридцатый век, где Айрис оказалась жива и здорова. Около месяца они жили счастливо. Айрис родила ему двух детей: Дона (Don) и Доун (Dawn).
Барри сделал остановку во времени в течение путешествия в будущее и встретился с Уолли Уэстом в бою с Профессором Зумом. Зумов во времени оказалось двое, и каждый Флэш стал сражаться с одним. Аллен справился быстрее Кид Флэша и отправил «своего» Зума во временной поток. Неизвестно, что с ним случилось, но в последний раз он появился в тридцатом веке.

### Кризис Бесконечных Земель
Кризис Бесконечных Земель (Crisis of Infinite Earths) заставил Флэша вновь взяться за работу. Тридцатый век пошёл на спад: естественные катаклизмы случались, несмотря на предназначенные остановить их технологии. Сама реальность рушилась. Флэш вернулся в двадцатое столетие, чтобы предупредить друзей. Когда он хотел предупредить Бэтмена (Batman), то был выброшен Анти-Монитором (Anti-Monitor) во Вселенную Антиматерии (Antimatter Universe), где Психо-Пират (Psycho-Pirate) устроил ему психологическую пытку. В конце концов он использовал Психо-Пирата, чтобы обратить слуг Анти-Монитора, Громовержцев (Thunderers), против него. Это дало ему достаточно времени, чтобы уничтожить оружие злодея — пушку антиматерии — пробежав вокруг неё и уничтожив внешний корпус. Он бежал так быстро, что навсегда вошёл в Силу Скорости (Speed Force).
Пустую могилу Барри расположили в Нью-Йорке.
Спектр (The Spectre), Хэл Джордан, по всей видимости, стёр у всего мира, кроме самых близких людей, знания о личности Барри Аллена.

### Бесконечный Кризис
Душа Барри Аллена появилась из Силы Скорости вместе с Быстрым Джонни (Johnny Quick) и Максом Меркурием (Max Mercury), чтобы помочь своему внуку Барту (Bart) справиться с Супербоем-Праймом (Superboy-Prime), утащив безумца в Силу Скорости. Позже оттуда возник Барт Аллен в костюме своего деда; он объявился в Токио, чтобы предупредить героев о бегстве Прайма. Барт вновь сошёлся в бою с безумным Супербоем. Барри же провёл четыре года в альтернативном Кистоун-Сити вместе с Максом Меркурием, Быстрым Джонни и альтернативным Джеем Гарриком. Затем он встретил Барта и Уолли Уэста и присоединился к ним в очередном бою с Праймом. Когда Супербой сбежал, Барри предположил, что кто-то из всё ещё живых бегунов должен поглотить всю Силу Скорости и пересечь пространственный мост, ведущий в Послекризисную Землю (Post-Crisis Earth). Барт вызвался добровольцем, и дед дал ему костюм в качестве прощального подарка.

### Последний Кризис
Барри Аллен вновь явил себя во время Последнего Кризиса (Final Crisis). Он преследовал убившую Ориона (Orion) пулю, отправленную назад во времени, а за ним в это время гнался Чёрный Гонщик (Black Racer). Он просто крикнул Уолли и Джею: «Бегите!» Аллен и Уолли разогнались и попали в будущее, миновав месяц и узнав, что Дарксайд (Darkseid) завоевал мир. Их вскоре обнаружила группа Женщин-Фурий (Female Furies), состоящих из поглощённых Анти-Жизнью (Anti-Life) Чудо-Женщины (Wonder Woman), Бэтвумен (Batwoman), Женщины-Кошки (Catwoman) и Гиганты (Giganta). Миновав Фурий, они направились в квартиру Айрис, где Барри смог сломать наложенное на неё Уравнение Анти-Жизни (Anti-Life Equation) с помощью поцелуя, заверив любимую, что всё будет хорошо.
Вскоре Джей Гаррик нашёл путь в дом Айрис, где объединился с Барри и Уолли. Тогда Аллен открыл свой план: так как Чёрный Гонщик следовал за ним, Аллен приведёт его к Дарксайду и поможет уничтожить злодея. Хотя Барри хотел идти один, Уолли попросился отправиться вместе с ним. Аллен согласился и попросил Джея приглядеть за Айрис. Добившись скорости света, Флэши привели Чёрного Гонщика на базу Дарксайда в Бладхэйвене (Bludhaven). Зная о несущих угрозу бегунах, Дарксайд выстрелил Омега Лучами (Omega Beams), но Флэши просто обогнали их. В следующий момент Аллен попросил Уэста спасаться, но они остались вдвоём, пробежав мимо Супермэна (Superman) (который был очень удивлён, увидев Барри) и «провибрировав» сквозь Дарксайда, что заставило его Омега Лучи поразить его же. Чёрный Гонщик отделил сущность Дарксайда от Дэна Тёрпина (Dan Turpin).

### Возвращение в мир
Вскоре после этого, хотя семья и друзья были очень рады его возвращению, сам Барри беспокоился, потому что не мог объяснить, как он самостоятельно покинул Силу Скорости, пока те же Макс Меркурий и Быстрый Джонни были заперты там. Решив не тратить зря свой второй шанс, Аллен отправился в Музей Флэша (Flash Museum), чтобы узнать, что он пропустил. Там он встретил своего старого друга, Хэла Джордана, который также умер и воскрес. Флэш обсудил своё беспокойство по поводу возвращения с Хэлом, а также своё предчувствие, что ему не следовало возвращаться. Тогда он попросил Джордана сообщить Уолли и Джею, что он не посетит вечеринки, устроенные в его честь, после чего отправился на патруль. Во время бега злой бегун по кличке Савитар (Savitar) каким-то образом сбежал из Силы Скорости через Барри. Когда Флэшу удалось поймать его, тот распался у него на глазах.
Вскоре Барри и Уолли установили, что Чёрный Флэш (Black Flash), «предположительно, мёртв». После этого Аллен стал новым Чёрным Флэшем. Когда он осознал, что своим присутствием может нанести вред или даже убить невинных людей, Барри отправился обратно в Силу Скорости, где встретил Джонни и Макса. Макс попытался объяснить Аллену, что становление Чёрным Флэшем — не его вина, и когда они вместе с Барри оказались в другой части Силы Скорости, стал известен настоящий виновник — Профессор Зум.
Зум открыл свой план: после того, как Барри дал Кид Флэшу сразиться с Супербоем-Праймом во время Бесконечного Кризиса (Infinite Crisis), Зум пустил в Силу Скорости подсознательный импульс, чтобы вернуть из неё то, что осталось от самосознания Барри. Это привело к возвращению героя во время Последнего Кризиса. Впоследствии оказалось, что Зум трансформировался в «новый вид бегуна» и создал Негативную Силу Скорости (Negative Speed Force), чтобы очернить Аллена и других бегунов. Прежде чем Барри смог сражаться, Зум исчез. В Силу Скорости вошёл Уолли, чтобы вернуть дядю, и после попытки углубиться туда, Макс рассказал Барри, что именно он, Аллен, создал источник силы бегунов, Силу Скорости. Вскоре объединившиеся герои во главе с Барри вновь встретились с Профессором Зумом. Даже будучи в меньшинстве, ему удалось отделить Барри от остальных. Он рассказал, что все трагедии в жизни Аллена, включая смерть его матери, случились по его (Зума) вине. Тогда он решил окончательно разрушить жизнь Флэша, убив его жену ещё до момента, как они бы встретились в первый раз.
Флэш стал преследовать Зума, и к нему присоединился Уолли, который сказал ему бежать так быстро, как он может, чтобы преодолеть временной барьер. Сделав это, они догнали Тоуна и помешали убить Айрис. Вдвоём Флэши отправили Зума обратно в настоящее время и обнаружили, что Лига Справедливости, Общество Справедливости (Justice Society) и Отщепенцы (Outsiders) построили для Тоуна специальное устройство. Барри бросил его туда и активировал устройство, разорвав связь злодея с Негативной Силой Скорости. Флэши обездвижили Зума, чтобы он не мог бегать. Когда угроза миновала, все приветствовали возвращение Барри и других бегунов. Аллен закрыл дело о смерти матери и взялся за другие дела, которые завели после его смерти. Барри провёл время с Айрис, прежде чем отправиться в Вашингтон, чтобы отметить своё возвращение с Лигой Справедливости и извиниться за опоздание.

### Самая Чёрная Ночь
Несколько месяцев спустя на могиле Брюса Уэйна (Bruce Wayne) в Готэме (Gotham) Хэл и Барри рассуждали о смерти их общего друга и об отказе геройского сообщества связывать личность Уэйна и Бэтмена.
Размышления привели их к разговорам о своих собственных смертях, сравнивая печаль, которую принесла смерть Флэша, и вызванный смертью Хэла гнев. Хэл подвёл итог, сказав: «Я умер грешником. Ты умер святым». Разговор привёл к размышлениям о том, что «мир стал опаснее» после смерти Барри, а также что смерти Артура Карри (Arthur Curry) и Марсианского Охотника (Martian Manhunter) стоили Лиге Справедливости её «сердца и души». Когда они покидали кладбище, Флэш выразил надежду, что их мёртвые товарищи вернутся к ним. Он упомянул Бэтмена, заявив: «… если бы выход был, то, спорю, Бэтмен уже внёс его в свой план».
Флэш снова появился вместе с Хэлом в июльском выпуске Зелёного Фонаря, продолжая участие в событиях. Позже в бою с Чёрным Фонарём (Black Lantern) Д’жоном Д’жонззом он почувствовал, как мистическое воздействие могилы Брюса Уэйна берёт его под контроль и разлагает его кожу и мышцы. Сражавшийся с ними Марсианский Охотник намеревался убить старых друзей, видя их мёртвыми и считая, что они оба должны умереть, чтобы восстановить баланс во вселенной, Атомом (Atom) и Огненным Штормом (Firestorm), а также двумя членами Племени Индиго (Indigo Tribe), Барри и Уолли с Бартом решили пересечь весь земной шар, чтобы предупредить каждого супергероя на планете. Его сообщение случайно дошло и до Жуликов (Rogues), которые знали, что их погибшие товарищи придут за ними, и тогда Жулики решили первыми нанести удар, но не знали, что Мастер Зеркал (Mirror Master) в образе Чёрного Фонаря следит за ними. Барри же в короткой битве встретился с очередной нежитью в лице Профессора Зума. Флэш решил бежать в Город Горилл, чтобы просить помощи тамошнего правителя Соловара (Solovar), но он не знал, что Соловар был убит много лет назад. Увидев, что город уже атакуют, Флэш стал подозревать Гродда (Grodd), но к своему ужасу обнаружил, что Соловар тоже стал Чёрным Фонарём. Бою не суждено было продлиться долго, потому что Барри побежал в Кост-Сити (Coast City).
В городе он стал свидетелем прибытия лорда Чёрных Фонарей по имени Некрон (Nekron) и его учеников: Шрама (Scar) и Чёрной Руки (Black Hand). Лига Справедливости, Титаны (Titans), Уолли и Барт прибыли на помощь Флэшу. Некрон сказал, что воскрешённые супергерои связаны с ним, потому что он дал им воскреснуть вновь. Тогда он использовал чёрные кольца, чтобы превратить Супермена, Зелёную Стрелу (Green Arrow), Барта и других воскресших однажды героев в Чёрных Фонарей. Флэш обнаружил, что одно из колец должно было стать его, и он был вынужден бежать, чтобы не присоединиться к Корпусу Некрона. Когда было решено завербовать новых членов в Корпуса Фонарей на 24 часа, Флэш был выбран в качестве члена Корпуса Синих Фонарей. Во время сражения Флэшу пришлось драться с собственным внуком, которого кольцо определяло как всё ещё живого, но постепенно умирающего из-за чёрного кольца. Барри показал способности по управлению кольцом и созданию энергетических конструкций с помощью своего воображения (возможно, благодаря понимаю действия кольца Хэла). Он смог создать изображения Импульса (Impulse) и Кид Флэша, чтобы заставить Барта вновь чувствовать. План сработал бы, если бы не появление Чёрных Фонарей: Профессора Зума и Соловара. Уолли и Сэинт Уокер (Saint Walker) пришли на помощь другу. Барт тогда попытался убить Уэста. Поняв, что их общая связь с Силой Скорости может спасти Барта, Барри использовал свои силы, чтобы разорвать связь чёрного кольца и освободить его. В конце концов, герои одолели Некрона с помощью Сущности Жизни, превратившей многих героев в членов Корпуса Белых Фонарей (White Lantern Corps).

### Встать и упасть вновь
Позже Барри и Хэл стали искать Прометея (Prometheus), сбежавшего после уничтожения Стар-Сити (Star City) во время события Лига Справедливости: Плач по правосудию. Напарники отправились к Тени (Shade), который тогда заявил, что помог Оливеру выследить Прометея, и что тот убил злодея. Позже после столкновения и побега Зелёной Стрелы Барри пообещал, что он и Лига найдут Оливера, прежде чем он убьёт снова.
С Хэлом и Диной (Dinah) за спиной, Барри обыскивал город в поисках Зелёной Стрелы и рассказал Коннору Хоуку (Connor Hawke) о преступлении отца. Выследив наконец Оливера, Барри сказал ему, что ненавидит его всё больше и больше с каждым разом, как видит его. Флэш совершил глупую ошибку, пытаясь схватить Оливера, и получил удар током, дотронувшись до колчана Стрелы.

### Возвращение в Централ Сити
После событий Флэш: Возрождение Барри вернулся в Централ Сити. Оказавшись под прикрытием программы защиты свидетелей, Аллен вернулся в криминальную лабораторию Департамента Полиции Централ-Сити и к карьере Флэша. Вскоре на улице города нашли мёртвым человека в костюме Мастера Зеркал, врага Флэша.
Когда Барри взялся за расследование, то узнал, что погибший не является ни первым Мастером Зеркал по имени Сэм Скаддер (Sam Scudder), ни нынешним Жуликом, Эваном МакКоллохом (Evan McCalloch). Услышав о новом появлении из портала, Барри превратился во Флэша и начал расследование. Когда он прибыл, группа людей в похожих на одежду Жуликов костюмах, называющая себя Отступники (The Renegades), заявила, что они из 25-го века и Барри арестован за убийство «Царя Зеркал» («Mirror Monarch»). Отступники назвали себя защитниками 25-го века, в разрухе которого, по их словам, виноваты Барри и Лига Справедливости. Флэшу удалось избавиться от них и спасти полное людей здание, которое они непреднамеренно разрушили. Флэш посвятил себя поискам настоящего убийцы, однако его расследование было прервано Отступниками, которые вместе с самим Флэшем позже подверглись нападению Капитана Бумеранга (Captain Boomerang). В конце концов Аллен был арестован Отступниками и отправлен в 25-й век. Он понял, что всё это было частью плана Топа (Top), который хотел помешать Аллену раскрыть его криминального предка. Сбежав из-под стражи, Аллен погнался за Топом и победил его, после чего призвал его к правосудию и убедился в обвинениях в адрес его предка-преступника.

### Флэшпоинт
Барри Аллен очнулся во вселенной, которая сильно отличалась от той, что он знал. О многих героях здесь не знали (как и о Флэше), его мать жива, а Бэтмен — это Томас Уэйн (Thomas Wayne). Он столкнулся с Уэйном в небольшой пещере, где тот напал на него. Барри объяснил, что он, по всей видимости, из другой вселенной, где он супергерой. Неожиданное возвращение воспоминаний убедило его, что это и есть его вселенная. Он попробовал активировать кольцо с костюмом Флэша, но вместо ожидаемой одежды он получил костюм Обратного Флэша (Reverse Flash). Он решил, что должен вернуть себе силы, чтобы исправить положение. Чтобы это сделать, они с Уэйном сконструировали устройство, напоминающее электрический стул. Молния ударила, и Аллена охватил огонь. Потушив огонь, Уэйн увидел Барри без сознания и в многочисленных ожогах.
Позже Барри проснулся в бэтпещере весь в бинтах. Томас сказал ему, что у него ожог третьей степени, поглотивший три четверти его тела. Несмотря на провал первой попытки, Барри заявил, что эксперимент должен быть повторён. Прежде чем он успел сесть в кресло, молния на крыше ударила вновь, из-за чего Томас сорвался вниз, а Аллен получил свои силы обратно. Он спас Томаса, и они отправились в бэтпещеру, чтобы сделать костюм Флэша из костюма Зума.
В надежде вернуть всё на круги своя, Томас и Флэш связались с Киборгом (Cyborg), дабы вновь попытаться собрать вместе Лигу Справедливости. Флэш вспомнил примерную дату прибытия Супермена на Землю и попросил Томаса поискать данные о приземлении корабля. Благодаря Киборгу они узнали, что корабль забрало правительство, а его содержимое было спрятано и названо «Проект Супермен» («Project Superman»). Флэш и Бэтмен убедили Киборга взломать правительственные базы данных в надежде узнать, где те прячут криптонца. Они прибыли на военную базу, где нашли запертого хилого парня, который уж точно не был похож на Человека из Стали (The Man of Steel). Барри решил, что он так выглядит по причине отсутствия солнечного света. Они забрали заключённого и выбрались на поверхность, когда на Кал-Эла (Kal-El) сразу подействовало солнце. Тогда Супермен улетел, оставив своих спасителей сражаться одних. Компанию спасла прибывшая на помощь Элементарная Женщина (Elemental Woman), которая впоследствии присоединилась к ним. Неожиданно Флэша захватили воспоминания из жизни, которую украл у него виновник Флэшпоинта — Профессор Зум. Флэш сказал, что у него осталось не так много времени, прежде чем его воспоминания исчезнут совсем. Бэтмен и остальные привели его к детям, которые все вместе при слове «Шазам» (Shazam) превращались. Они помогли Флэшу очнуться. Тогда по телевизору Барри услышал, что Хэл Джордан, боевой пилот, погиб при схватке с невидимыми самолётами амазонок. Это стало последней каплей. Тогда Барри решил собрать всех, кого возможно, чтобы спасти мир и остановить Зума. Тем не менее, Аллен с неохотой взял с собой детей, хоть и представляющих собой огромную силу. Также к ним присоединилась Колдунья (Enchantress), которая позже во время боя по необъяснимой причине превратила Шазама обратно в детей, позволив одной из амазонок убить одного из них, Билли Бэтсона (Billy Batson). Тогда позлорадствовать явился сам Профессор Зум. Исход был близок. Но Барри исправил реальность.

### The New 52
Семья Барри Аллена (The New 52)
| Генри Аллен | Генри Аллен | Генри Аллен | Генри Аллен | Генри Аллен | Генри Аллен |  |  | Нора Аллен  | Нора Аллен  | Нора Аллен  | Нора Аллен  | Нора Аллен  | Нора Аллен  |  |  | Дэррил Фрай  | Дэррил Фрай  | Дэррил Фрай  | Дэррил Фрай  | Дэррил Фрай  | Дэррил Фрай  |
| Генри Аллен | Генри Аллен | Генри Аллен | Генри Аллен | Генри Аллен | Генри Аллен |  |  | Нора Аллен  | Нора Аллен  | Нора Аллен  | Нора Аллен  | Нора Аллен  | Нора Аллен  |  |  | Дэррил Фрай  | Дэррил Фрай  | Дэррил Фрай  | Дэррил Фрай  | Дэррил Фрай  | Дэррил Фрай  |
|             |             |             |             |             |             |  |  |             |             |             |             |             |             |  |  |              |              |              |              |              |              |
|             |             |             |             |             |             |  |  |             |             |             |             |             |             |  |  |              |              |              |              |              |              |
|             |             |             |             |             |             |  |  | Барри Аллен | Барри Аллен | Барри Аллен | Барри Аллен | Барри Аллен | Барри Аллен |  |  | Пэтти Спивот | Пэтти Спивот | Пэтти Спивот | Пэтти Спивот | Пэтти Спивот | Пэтти Спивот |
|             |             |             |             |             |             |  |  | Барри Аллен | Барри Аллен | Барри Аллен | Барри Аллен | Барри Аллен | Барри Аллен |  |  | Пэтти Спивот | Пэтти Спивот | Пэтти Спивот | Пэтти Спивот | Пэтти Спивот | Пэтти Спивот |

## Силы и способности
Барри Аллен способен бегать быстрее скорости света, создавая воронки, заряженные электричеством, и во времена Серебряного века описывался, как «быстрее мысли». В Flash № 150, «напрягая все мышцы», он бежал в десять раз быстрее скорости света. Однако когда он пошёл дальше (в ходе Кризиса на Бесконечных Землях), он превратился в чистую энергию и отправился в прошлое и, как было рассказано в Secret Origins Annual № 2, оказался той самой молнией, что изначально дала ему силы. Позже этот момент был изменён в The Flash: Rebirth № 1, где было сказано, что Барри «вбежал в Силу Скорости» (англ. ran into the Speed Force), и что «Когда [он] остановил Анти-Монитора, когда [он] вбежал в „Силу Скорости“ и присоединился к ней, это было как расщепление личности».
Барри Аллен обладает возможностями, которые Джей Гаррик не всегда мог повторить, например, способность «вибрировать» с такой частотой, что можно пройти сквозь стену. Аллен довольно часто путешествовал во времени, используя космическую беговую дорожку, и способен «вибрировать», чтобы путешествовать сквозь измерения. Барри обладает уникальной среди носящих костюм Флэша способностью контролировать каждую молекулу своего тела. В Финальном Кризисе Гранта Моррисона Аллен, используя Силу Скорости, мог исправлять эффект Уравнения Анти-Жизни в индивидуальном плане: он использовал эту способность, чтобы освободить свою жену Айрис от контроля Дарксайда. Как было показано недавно, он не только связан с Силой Скорости, но сам является её источником, генерируя её с каждым шагом. Это означает, что он, предположительно, обладает всеми способностями, основанными на Силе Скорости, например, дарование и кража силы скорости, но ему ещё только предстоит продемонстрировать эти способности. Этот факт делает его одним из самых могущественных существ на Земле, а возможно и в мире. Также он обладает иммунитетом к телепатическим атакам и контролю, поскольку может думать быстрее обычной скорости. Он использовал эту тактику против Дж’она Дж’онзза в Blackest Night, когда тот стал Чёрным Фонарём. С помощью «скоростного чтения» Барри способен поглощать огромное количество информации в свою кратковременную память, где она остаётся на время, достаточное, чтобы использовать её. Используя эту технику, Барри смог изучить достаточно о строительстве, чтобы восстановить разрушенный жилой дом.
Изначально Джей Гаррик планировался как единственный мета-человек Флэш, а Барри Аллен, Уолли Уэст и Барт Аллен получают свои способности от Силы Скорости, и, потеряв с ней соединение, они их теряют. Однако после событий Flashpoint идея о том, что Барри Аллен является источником Силы Скорости, была расширена и Лорд Хелспонт и другие Деймониты описали Барри Аллена, как превосходный пример того, что такое мета-человек.
Изначально считалось, что Барри Аллен не способен изменить временную линию, из-за того, что эта сила связана с Обратной Силой Скорости, берущей начало от Профессора Зума. Позже было открыто, что Барри Аллен обладает этой силой, однако поскольку он исследовал лишь утилитарные эффекты Силы Скорости, он никогда ей не овладел. Однако, как было показано в Flashpoint, Аллену не хватает тонкости и знания механики путешествий во времени, чтобы точно знать последствия. Из-за этого, когда он впервые воспользовался этой способностью, его собственная временная линия превратилась в дистопию вместо того, чтобы обратить малые изменения, внесённые Зумом.
После своего спасения Барри надевает чёрную версию оригинального костюма Флэша. После он помогает Бэтмену и другим героям восстановить порядок.
- Барри Аллен появляется в JLA: Age of Wonder, как учёный, работающий с Суперменом и консорциумом учёных начала двадцатого века, таких, как Томас Эдисон и Никола Тесла. Его униформа объединяет в себе костюм Серебряного века и шлем, стилизованный под Меркурия, который носил Джей Гаррик.
- В другом комиксе Elseworlds, League of Justice, стилизованном под «Властелин колец», персонаж Флэша назван «Фаэтон» и носит брошь, напоминающую эмблему Флэша. Брошь даёт ему силы, но ему пришлось искупаться в крови дракона, чтобы защитить себя от силы трения.
- В другом комиксе импринта, Batman: Holy Terror, он вместе с другими мета-людьми был помещён в тюрьму теократическим государством. Из заключения его освободил Бэтмен во время рейда на государство, однако вскоре после был убит своими бывшими захватчиками, обнаружившими возможность отключить поле, генерируемое его телом, которое предохраняет его от силы трения.
- В комиксах события Flashpoint появляется версия Барри Аллена, как Хот Пурсьют (англ. Hot Pursuit)[16]. Мало что известно о происхождении этого варианта Барри Аллена, равно как и о том, как он стал Хот Пурсьютом. Ясно, что он явился из будущего, чтобы предупредить Барри Аллена настоящего о приближении событий Flashpoint.
- В серии комиксов Quasar издательства Marvel, написанной годы спустя Кризиса на Бесконечных Землях. В комиксе спидстеры вселенной Marvel собираются на состязание, организованное существом по имени Бегун (англ. Runner). Состязание представляет собой гонку от Земли до Луны. В ходе гонки сгусток энергии поражает трек, оставив на нём человека с белыми волосами и одетого в остатки красного одеяния с жёлтыми ботинками. У него нет памяти, но есть огромное желание бежать. Он выигрывает гонку, оставив позади спидстеров Marvel, таких, как Ртуть и Демон Скорости. Когда его спросили, как его зовут, он ответил: «Я не уверен. „Buried Alien“… Что-то вроде этого». Когда его спросили, какого это, быть самым быстрым живым человеком, он ответил, «Это кажется… правильным». Он берёт имя Фаст-Форвард (англ. Fast-Forward), но затем исчезает в попытке помочь Маккари, застрявшему в гипер-скорости.
- В истории комикса Superman & Batman: Generations жизнь Барри прошла схожим образом, но герои стареют в реальном времени. В этой реальности не было ни одного Кризиса, поэтому постаревший Барри всё ещё жив и здоров в 2008 году.
- В истории издательства Elseworlds Flashpoint показывается альтернативная реальность, в которой Барри Аллен стал Флэшем в 1956 году, в год, когда появились комиксы. Он больше замешан в государственных делах. К 1963 году он закончил Холодную войну и помог победить войну во Вьетнаме. Однако его карьера была оборвана, когда в него попала пуля, предназначавшаяся Джону Кеннеди. Он был парализован ниже шеи, однако всё ещё является быстрейшим человеком на Земле, поэтому он формирует Аллен Индастриз. К 1988 году он и Immortality, Inc. Вандала Саваджа начала исследование Марса. В 1998 году Уолли Уэст возглавил экспедицию на Марс, в ходе которой он нашёл флэшпойнт (англ. flashpoint), объект, который убил всю жизнь на Марсе. Савадж раскрывает, что это он стрелял в Аллена. Барри выходит на связь с Уолли, который впадает в суперскоростную ярость. Барри исцеляется и побеждает Саваджа. Затем он вступает в флэшпойнт, отправившись к Силе Скорости.
- В комиксе The Flash Annual № 7 действие развивается в параллельной вселенной, где Уолли Уэст, вскоре после того, как надел костюм Кид Флэша, стал звездой кино. Однако, Барри был убит Капитаном Холодом вскоре после этого. Десять лет спустя, когда Уолли был поражён параличом нижних конечностей, Капитан Холод написал «правдивую историю» о Барри, который описывает Уолли, как высокомерного и некомпетентного. Уолли решает снять фильм, в котором Барри Аллен изображён гением. Фильм был успешным.
- Барри Аллен Земли-51, на которой супергероям не нужно хранить свои личности в секрете, всё ещё жив. Однако впоследствии его убил Монитор с Новой Земли.
- В JLA/Avengers Барри Аллен появляется в 3 выпуске, как Флэш в Лиге Справедливости, когда две реальности начали меняться, вместе с Хэлом Джорданом. Когда две команды увидели их реальное будущее, Барри видит свою смерть во время Кризиса на Бесконечных Землях, когда Грандмастер показывает, какими реальности должны были быть. Барри говорит с Хэлом Джорданом, который находится в схожей ситуации, после чего они приходят к выводу, что смерть не такой уж и плохой исход, поскольку у них есть наследники (Уолли Уэст и Кайл Райнер, соответственно), которые борются за их идеалы.

## Вне комиксов

### Мультсериалы
- У Барри Аллена были небольшие приключения в сериале супергероев в The Superman/Aquaman Hour of Adventure, вместе с Кид Флэшем.
- Появился в Super Friends.
- Флэш появился в четырёх эпизодах мультсериала «Бэтмен» (2004), озвученный Чарли Шлаттером. Продюсер Алан Бёрнетт сказал, что хотя Флэш не имеет определённой личности, представленной в сериале, предполагалось, что это Уолли Уэст[17].
- Флэш появился в эпизоде «Демоны скорости» второго сезона мультсериала «Супермен», озвученный Чарли Шлаттером.
- Барри Аллен появился в «Бэтмен: Отважный и смелый», озвученный Энди Милдером в эпизоде «Испытания Демона!» и Аланом Тьюдиком в эпизоде «Реквием по Алому Бегуну!»
- В «Юной Лиге Справедливости» появился Барри Аллен, являясь частью Лиги Справедливости и наставником Кид Флэша[18]. Его озвучивал Джордж Идс и позже Джеймс Тейлор[19].

### Телесериалы
- Актёр Род Хейс появился в роли Барри Аллена в двухсерийном выпуске «Legends of the Superheroes»[20].
- Барри Аллен был Флэшем в телесериале «Флэш» 1990-х годов, где его сыграл Джон Уэсли Шипп. Изначально CBS хотела нанять Джека Колмана, но он отказался[21].
- В неудачном пилоте несостоявшегося сериала «Justice League of America» 1997 года Барри Аллена играл Кенни Джонстоун.
- В четвёртом сезоне «Тайн Смолвиля» был представлен спидстер Барт Аллен (Импульс), сыгранный Кайлом Галлнером. В сериале говорится, что он использовал в качестве псевдонимов имена Джея Гаррика, Барри Аллена и Уолли Уэста, других Флэшей вселенной DC.
- «Бессильные» — упоминание и камео (видны молнии во время гонки с Суперменом).

### Телевизионная Вселенная DC канала The CW
- В рамках «Вселенной Стрелы» роль взрослого Барри Аллена исполнил Грант Гастин, а молодого — Логан Уильямс.
- Впервые Барри Аллен появляется во втором сезоне «Стрелы», в сериях «Учёный» и «Три призрака». На тот момент у Барри ещё не было суперскорости и он не был Флэшем. По его возвращении в Централ-Сити в него ударяет молния и он впадает в кому. В дальнейшем Барри появляется (уже в качестве Флэша) в кроссовер-сериях «Отважный и смелый», «Легенды вчерашнего дня» и «Вторжение!», а также появляется камео в сериях «Затишье», «Меня зовут Оливер Куин», «Зелёная Стрела» и «Плач Канарейки», а в эпизоде «Вторые шансы» видны молнии от его бега.
- В 2014 году Барри Аллену посвятили сольный сериал, «Флэш».
- В сериале «Легенды завтрашнего дня» Барри Аллен появляется в кроссовер-серии «Вторжение!», а также его голос можно услышать в серии «Сёгун».
- В сериале «Супергёрл», события которого развиваются на параллельной «Вселенной Стрелы» Земле, Барри Аллен появляется в сериях «Лучшие в мирах» и «Медуза». В первый раз он попал в мир Супергёрл случайно, совершив прыжок по мультивселенной во время испытания тахионного ускорителя частиц в серии «Против Зума». Второй раз он пришёл к Каре вместе с Циско и попросил о помощи в борьбе с доминаторами, после чего начинается серия кроссоверов «Вторжение!»
- Грант Гастин также озвучил Барри Аллена в анимационном веб-сериале «Виксен».
- Также Барри Аллен недавно появился в кроссовере «Кризис на Земле-X».
- Также Барри Аллен недавно появился в кроссовере «Иные миры». В данном кроссовере также появился Барри Аллен из телесериала Флэш в исполнении также Джона Уэсли Шиппа, он сообщил нашим героям что пришёл с Земли-90 (отсылка на его сольный сериал который выходил в 1990 год). Он является двойником отца Барри Аллена с Земли-1, и Джея Гаррика с Земли-3.
- В кроссовере «Crisis on Infinite Earths» появились разные версии Барри Аллена (из сольного сериала Флэш (телесериал, 2014), Флэш с Земли-90 и в качестве камео из фильма Лига справедливости). Барри с Земли-1 готовится пожертвовать собой ради спасения Мультивселенной, но его заменяет Барри с Земли-90 жертвуя собой и уничтожает пушку Антимонитора. Также Барри в исполнении Гастина встречает своего двойника в исполнении Эзры Миллера из фильма Лига справедливости, они встретились в Силе Скорости. В финале кроссовера Флэш с Земли теперь уже Прайм основывает «Лигу Справедливости» в честь Оливера Куина который пожертвовал собой, в команду вошли такие герои как Супермен, Супергёрл, Бэтвумен, Марсианский Охотник, Чёрная Молния, Белая Канарейка и сам Флэш.

### Фильмы
- Барри Аллен появляется в фильме «Бэтмен против Супермена: На заре справедливости», роль исполнил Эзра Миллер, в качестве камео.
- Барри Аллен появляется в фильме «Отряд самоубийц», роль исполнил Эзра Миллер, в качестве камео.
- Первое полноценное появление Барри в качестве Флэша состоялось в фильме «Лига Справедливости», а его роль вновь исполнил Эзра Миллер.
- Эзра Миллер повторил свою роль в качестве камео в «Стреле» «Кризис на бесконечных землях: часть четвёртая», в которой он получает имя «Флэш» для себя от своего альтернативного двойника.
- В сольном фильме про Флэша роль также исполнит Эзра Миллер.
- В кинокартине «Поймай меня, если сможешь» главный герой Фрэнк Эбегнейл взял псевдоним Барри Аллена, чтобы не раскрыть себя агенту ФБР, который застал его на месте преступления, тем самым подчеркнув ассоциацию главного героя как неуловимого преступника, который ускользает от преследования.

### Мультфильмы
- Барри Аллен появился в анимационной адаптации комикса «Лига Справедливости: Новый барьер», озвученный Нилом Патриком Харрисом.
- Озвученный Майклом Розенбаумом Барри Аллен появился в анимационном фильме «Лига Справедливости: Гибель».
- Джастин Чэмберс озвучил Барри Аллена в «Лига справедливости: Парадокс источника конфликта».
- В «Лига Справедливости: Война», «Лига Справедливости: Трон Атлантиды», «Смерть Супермена», «Господство Суперменов» и «Темная Лига Справедливости: Война Апоколипса» героя озвучил Кристофер Горэм. В мультфильме «Темная Лига Справедливости: Война Апоколипса», Барри был пойман Дарксайдом и превращён в генератор, чтобы Земля могла двигаться. Но герои его спасли. После победы над Дарксайдом, Джон Констатин предложил Барри создать Флэшпойнт чтобы спасти героев от смерти и Землю от гибели из-за остановки от которого часть ядра Земли было заменено машиной, и планета на краю смерти из-за замерзания или нагрева до такой степени что планета станет не пригодной для жизни. После, в «Tomorrowverse», он снова появляется.
- Барри Аллен появился как второстепенный персонаж в мультфильмах «Безграничный Бэтмен: Животные инстинкты» и «Безграничный Бэтмен: Роботы против мутантов».
- Появляется в мультфильме «Несправедливость».

### Игры
- Барри Аллен появляется в игре-кроссовере Mortal Kombat vs. DC Universe, озвученный Талиесином Джаффе.
- Барри Аллен появился в ММО-игре DC Universe Online, озвученный Дуайтом Шульцем.
- Барри Аллен появляется в Lego Batman 2: DC Super Heroes героя озвучил Чарли Шлаттер.
- Барри появляется как играбельный персонаж в файтингах Injustice: Gods Among Us и Injustice 2. В первой игре в режиме истории после победы над Кал-Элом он продолжает бороться с преступностью, но не показывается людям сделав себе псевдоним «Призрак». А во второй игре в режиме истории после победы над Брэйниаком он использует Силу Скорости и выбрасывает Брэйниака в неизвестно куда и встречает других спидстеров.
- Играбельный персонаж в MOBA-игре Infinite Crisis.
- Играбельный персонаж в Justice League: Earth's Final Defense.

### Упоминания в разных источниках
- Музыкальная группа Jim’s Big Ego посвятила Барри песню, названную «Ballad of Barry Allen». Песня вышла в альбоме They’re Everywhere. Фронтмен группы, Джим Инфантино, является племянником одного из создателей Флэша, Кармайна Инфантино, который нарисовал обложку для альбома.
- В телесериале Теория Большого взрыва главные герои, Шелдон Купер и Леонард Хофстедер, являются большими фанатами персонажа, и в одном эпизоде одеваются в костюм Флэша.
- В фильме «Поймай меня, если сможешь» персонаж Леонардо Ди Каприо, Фрэнк Эбигнейл, использует имя Барри Аллена для прикрытия.

## Критика
- IGN оценила эту версию Флэша как 49-ю в списке 100 величайших героев всех времён, отметив, что даже спустя 20 лет пребывания в забвении наследие Барри, как величайшего Флэша всех времён, продолжает жить[22].